# 亞林庫瓦泰
48°45′31″N 23°27′26″E / 48.75861°N 23.45722°E

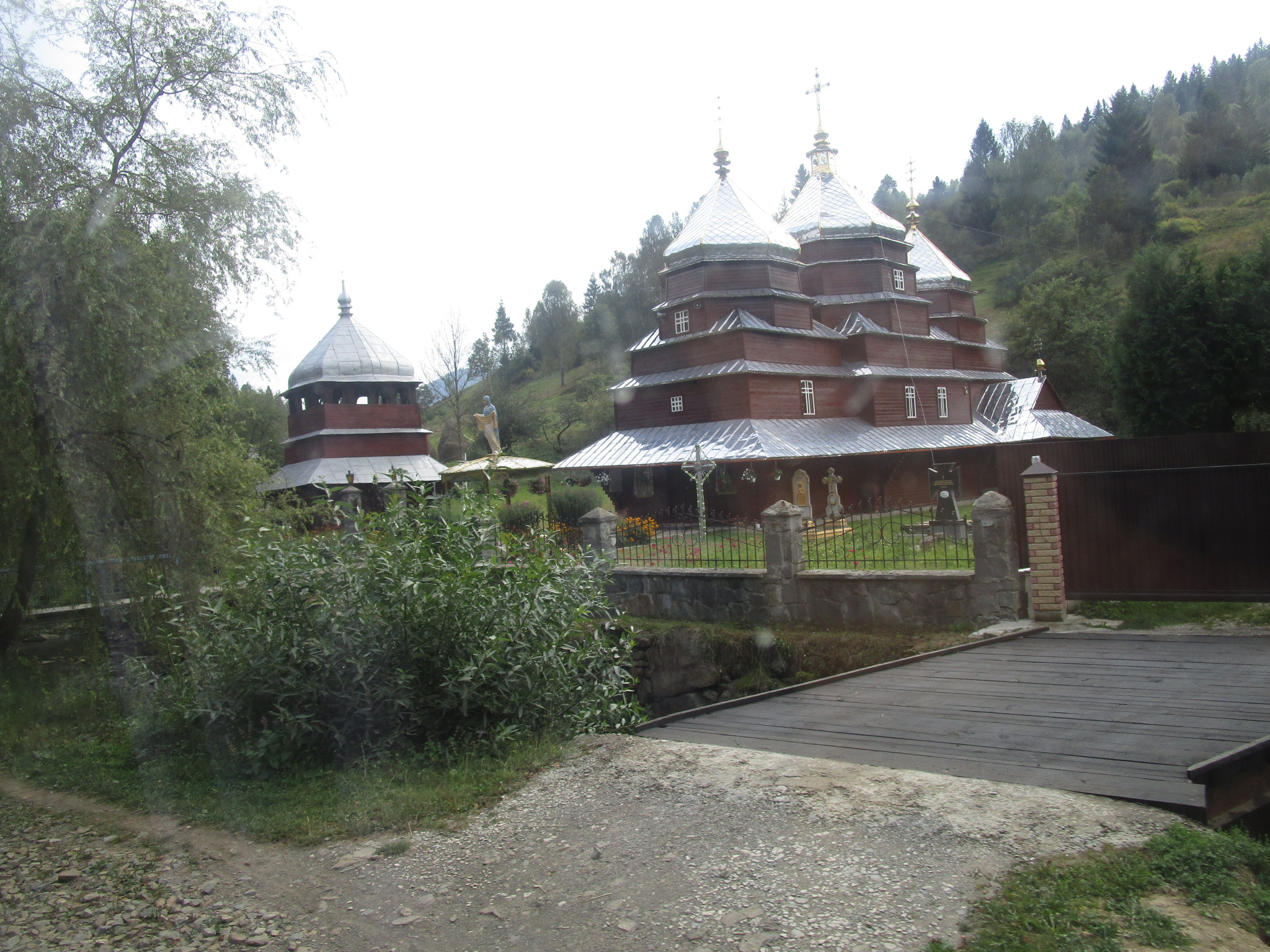
教堂

亞林庫瓦泰（烏克蘭語：Ялинкувате），是烏克蘭西部利維夫州斯特雷區斯拉夫斯科市镇的村莊，始建於1574年，面積1.61平方公里，海拔高度774米，2001年該城鎮人口569。